# Hibernia
Pour les articles homonymes, voir Hibernia (homonymie) et Hibernie.

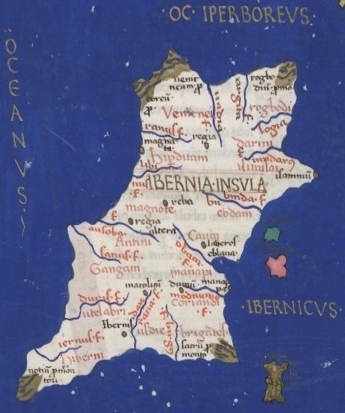
L’île d’Ibernie (sans le « H ») selon la Géographie de Ptolémée (IIe siècle de notre ère).

Hibernia [hiˈber.ni.a] ou Hibernie ou Hybernie est le mot latin pour désigner l’île d’Irlande. Les Romains appelaient le nord de l’Irlande Scotia en référence aux Scots qui vivaient à cet endroit.

## Signification
Le nom d'Hibernie attribué par les latins à l'Irlande proviendrait de la forte influence de l'hiver qui caractérisait cette région aux yeux d'un peuple méditerranéen.
Une autre possibilité est qu'Hibernia provient de Ivernia qui, traduit en latin Ierne, était le nom donné à l'Irlande par Pythéas, un marchand et explorateur grec du IVe siècle av. J.-C. ; Ierne venant lui-même de Erin le nom mythologique de l'Irlande. Au début du XXe siècle, ivernian était utilisé en Angleterre par les gens instruits en référence à Hibernia.
Il est plus probable, in fine, que ce nom provienne de l'irlandais primitif *Iweriu (Ériu en vieil irlandais) qui provient lui-même de la racine indo-européenne *ÞiHwerjoHn (qui signifie « Le pays fertile »).

## Les sources historiques du nom
Avant notre ère, Grecs et Romains n'ont que peu de connaissance sur l'Irlande. La plus ancienne trace écrite connue de l'Irlande remonte sous le nom de Herniorum au Ve siècle ou au IVe siècle apr. J.-C. dans les écrits du poète latin Avienus (« Cette île élève au milieu de l'eau sa vaste surface : la nation hibernienne l'habite sur une grande étendue » qui s'inspire d'une vaste compilation d'écrits plus anciens aujourd'hui disparus. Le géographe Strabon parle de l'île d'Ierné, située juste au nord de la Bretagne (comprendre Grande-Bretagne), comme d'une terre froide, écrivant que « ses habitants sont encore plus sauvages que ceux de la Bretagne, car ils sont anthropophages en même temps qu'herbivores et que ces sauvages festoient sur le cadavre de leurs pères et pratiquent l'inceste avec leurs mères et filles ». Pomponius Mela en parle en termes à peu près analogues ; Ptolémée écrit que l'« Hibernie se trouve auprès de l'océan des Hyperboréens » ; Pline l'Ancien dans son Histoire naturelle écrit que « l'île d'Hibernie, située au-delà de la Bretagne, n'est séparée de la côte des Silures (Sud du Pays-de-Galles actuel) que par un très court détroit ». L'historien Tacite évoque à de nombreuses reprises l'île d'Hibernie, par exemple dans La vie de Julius Agricola, il parle de « L'Hibernie, située entre l'Espagne et la Bretagne, et à portée de la mer des Gaules ».
L'île d'Irlande n'a jamais été incorporée dans l'Empire romain. Les Romains n'ont jamais envahi l'île, ni véritablement influencé ses habitants[réf. nécessaire].
Au IIe siècle apr. J.-C., le géographe Ptolémée établit une surprenante carte d'Irlande, nommant tribus, villes, rivières et reliefs. Ces informations peuvent avoir plusieurs origines, mais démontrent des connaissances et un intérêt grandissants pour l'Irlande. Il est en réalité peu probable, selon nombre d'auteurs tels que J.-J. Tierney et Theodore William Moodyque Ptolémée fût jamais allé en Irlande. Ainsi, selon Nora Kershaw Chadwick et Myles Dillon, les noms des peuples et cités donnés par Ptolémée « sont d'authenticité douteuse et il est permis de supposer qu’ils proviennent de récits de marins. [...] Il est très peu de noms de peuples ou des cités de Ptolémée qui soient identifiables à des noms de la tradition littéraire irlandaise ».
Les peuples gaéliques ont eu de leur côté une influence sur la Bretagne et la Gaule en les harcelant militairement comme le montrent certains textes romains. Les sources historiques irlandaises de l'époque ne mentionnent jamais Rome. Si Rome a été mentionné sous une autre forme, personne n'en a jamais fait la preuve formelle. Cette absence de sources de part et d'autre ne signifie en aucun cas que Rome ou la province romaine de Bretagne n'ont pas eu de relations avec l'Irlande.